# Mario Tokić
Mario Tokić (Derventa, 23. srpnja 1975.), hrvatski nogometni trener i umirovljeni nogometaš. Trenutno je pomoćni trener u reprezentaciji Omana kao član stožera Branka Ivankovića. 
Karijeru je započeo u redovima Rijeke debitiravši u prvoj sezoni 1. HNL. S vremenom je postao standardan u prvih 11, zaradivši time transfer u zagrebački Dinamo, tada Croatiju. Tamo osvaja 2 naslova prvaka i nastupa 2 puta u Ligi prvaka odmah došavši do svog mjesta prvotimca. Sezone 2000./01. nastupio je samo 9 puta, te već nagodinu prešao u austrijsku ligu, točnije, GAK iz Graza. S GAK-om osvaja 2004. prvi naslov prvaka za taj klub, a napušta ga 2005. prešavši u redove Austrie iz Beča. Nakon što i tamo osvaja naslov 2006., naredne godine pada s klubom na dno lige i naposljetku ga napušta transferom u najljućeg rivala Rapid.
Za reprezentaciju je debitirao 5. rujna 1998. u porazu od Irske (0:2) na samom početku neuspješnih kvalifikacija za EURO 2000. Kasnije je bio u kadru reprezentacije tijekom Europskog prvenstva 2004., te Svjetskog prvenstva 2006., ali nije nastupio niti na jednoj od tih smotri. 
U 2016. godini je Tokić postao trener zagrebačke Lokomotive. Tomislav Ivković je potom postao novi trener zagrebačke ekipe.
U veljači 2019. postao je pomoćni trener Nikoli Jurčeviću na klupi Azerbajdžanske nogometne reprezentacije.
Od 2020. ima funkciju pomoćnika izbornika u omanskoj nogometnoj reprezentaciji kao član stožera Branka Ivankovića.